# Stensjöflarken
Stensjöflarken är en sjö i Ljusdals kommun i Hälsingland och ingår i Ljusnans huvudavrinningsområde. Sjöns area är 0,033 kvadratkilometer och den befinner sig 311 meter över havet.